# H7N2
H7N2 é um subtipo de Influenzavirus A, um género de ortomixovírus, que são os vírus responsáveis pela gripe. Este subtipo é um dos vários às vezes chamado de vírus da gripe aviária.
Um estudo do CDC na sequência de surtos de H7N2 em granjas comerciais na Virginia Ocidental em 2002, concluiu:
Um fator importante que contribui para rápida disseminação precoce da infecção pelo vírus da IA entre explorações avícolas comerciais durante este surto foi o descarte de aves mortas através de esquartejadouros de fora dos locais de exploração avícola. Devido à natureza altamente infecciosa do vírus da IA e o impacto econômico devastador dos surtos, os avicultores devem considerar técnicas de eliminação da carcaça que não exigem movimento para fora dos locais de exploração avícola, tais como o enterro, compostagem, ou incineração.
Uma pessoa na Virginia, Estados Unidos em 2002 e uma pessoa em Nova York, Estados Unidos, em 2003 revelaram ter evidência sorológica de infecção por H7N2; ambos totalmente recuperado.
Uma análise do caso de Nova Iorque de 2003 concluiu que o vírus H7N2 responsável por este caso poderia estar evoluindo em direção às mesmas fortes propriedades de ligação de açúcar das três pandemias virais  em todo o mundo em 1918, 1957 e 1968. (As gripes humanas e as gripes de aves diferem nas moléculas que são boas para ligação porque os mamíferos e as aves diferem nas moléculas na superfície das células que são apropriadas para ligação. Os seres humanos têm muito poucas células com o açúcar de aves na sua superfície celular.) Um estudo com furões mostrou que esta cepa de H7N2 pode ser passada de mamífero para mamífero.
Em fevereiro de 2004, um surto de gripe aviária de baixa patogenicidade (GABP) A(H7N2) foi relatado em 2 granjas em Delaware e em quatro mercados de aves vivas em New Jersey fornecidas pelas mesmas fazendas. Em março de 2004, amostras de vigilância de um bando de frangos em Maryland testou positivo para GABP H7N2. É provável que estas eram da mesma estirpe.
Em 24 de maio de 2007, um surto de H7N2 foi confirmado em uma granja perto de Corwen, no País de Gales em ensaios realizados em galinhas que morreram de H7N2. Os proprietários da fazenda Conwy compraram 15 galinhas Rhode Island Red duas semanas antes, mas todas morreram de H7N2. As outras 32 aves no local foram abatidas. Uma zona de exclusão de um quilômetro foi colocada em vigor em torno da propriedade na qual as aves e os produtos de aves não poderiam ser movidos e a coleta de aves somente poderia ocorrer sob licença. Nove pessoas que estavam associadas à aves infectadas ou mortas e com sintomas semelhantes relatados aos da gripe foram testadas. Quatro testaram positivo para a evidência de infecção por H7N2 e foram tratadas com sucesso para gripe leve. No início de junho, foi descoberto que o vírus se espalhou para uma granja 70 milhas (113 km) de distância, perto St. Helens, no noroeste da Inglaterra. Todas as aves na fazenda foram abatidas e uma zona de exclusão de 1 km foi imposta.